# Giovanni II di Gaeta
Giovanni II (... – 963) è stato un duca bizantino, ipato di Gaeta dal 954 alla morte. Fu associato al trono di Gaeta dal padre Docibile II e dal nonno Giovanni I dal 933; alla morte del padre, avvenuta nel 954, gli succedette. La madre era Orania, una donna di origini napoletane.
Durante il suo regno, ampliò il palazzo che i suoi predecessori avevano eretto ed edificò un gran numero di chiese e luoghi di culto. Indebolì il Ducato di Gaeta riconoscendo il fratello Marino com
e duca di Fondi, seguendo il volere paterno, e concedette la Chiesa di Sant'Erasmo a Formia al fratello Leone. Non avendo avuto alcun figlio, gli succedette il fratello Gregorio, salito al trono tra il 962 e il 963.